# نملاوية ذهبية الأشواك
نملاوية ذهبية الأشواك (الاسم العلمي:Myrmecodia aureospina) هي نوع من النباتات يتبع جنس النملاوية من الفصيلة الفوية.